# Neu Konservatiw
Neu Konservatiw (с нем. — «Неоконсервативный») — дебютный концертный альбом югославской индастриал-группы Laibach, вышедший в 1985 году.
Neu Konservatiw был издан во время гастрольного тура Occupied Europe (англ. Оккупированная Европа). По некоторым данным, тираж альбома составил около тысячи экземпляров в ограниченном издании.

## Список композиций
1. «Vier Personen» (Четыре человека) — 5:37
2. «Nova akropola» (Новый Акрополь) — 13:12
3. «Vade retro Satanas» (Отойди от меня, Сатана) — 4:47
4. «Die Liebe» (Любовь) — 5:20
5. «Du der Herausfordest» (Ti, ki izzivaš) (Ты, что осмеливаешься) — 4:11
6. «Der Staat» (Država) (Государство) — 10:19